# ¿Qué nos pasó?
«Que nos pasó» es el segundo sencillo del disco Bien Acompañado del cantante Chiapaneco Reyli a duetos con la cantante Yuridia. El sencillo fue lanzado el 21 de marzo de 2011. «Qué nos pasó» fue subiendo rápidamente en descargas digitales por medio de iTunes Mexico llegando así a ser número 1, y colocarse como una de las canciones más populares del momento, y la más descargada de todo el álbum.

## Posición
El tema se posicionó rápidamente en los primeros lugares debido a la fusión de dos de las mejores voces del actual círculo artístico mexicano. El tema se mantuvo varias semanas en el primer lugar en las estaciones más importantes de México, y también fue un éxito en otros países latinoamericanos.